# Algímia d’Alfara
Algímia d’Alfara (do 4 maja 2018 pod hiszp. nazwą Algimia de Alfara) – gmina w Hiszpanii, w prowincji Walencja, we wspólnocie autonomicznej Walencja, o powierzchni 14,45 km². W 2018 roku liczyła 1019 mieszkańców.